# Lust for Life (album Lany Del Rey)
Lust for Life – piąty długogrający album amerykańskiej piosenkarki Lany Del Rey, wydany 21 lipca 2017 roku. Na albumie znajduje się 16 utworów z czego 5 zostało wydanych jako single. Na albumie gościnnie występują The Weeknd, ASAP Rocky, Playboi Carti, Stevie Nicks oraz Sean Ono Lennon. 12 lipca 2017 ujawniona została pełna lista utworów, które zawiera album.

## Promocja Albumu

### Single
W styczniu 2017 został wydany pierwszy singel, został nim utwór „Love”. 17 lutego 2017 utwór nielegalnie wyciekł do sieci, przez co Del Rey wydała go wcześniej, bo już dzień później. 19 kwietnia 2017 wydany został drugi singel, którym został tytułowy utwór „Lust for Life” z gościnnym udziałem kanadyjskiego wokalisty The Weeknd. 12 lipca 2017 roku zostały wydane dwa kolejne oraz tym samym ostatnie single z albumu. Były Nimi utwory „Summer Bummer” z gościnnym udziałem rapera ASAP Rocky i Playboia Carti oraz „Groupie Love” z gościnnym udziałem rapera ASAP Rocky. Do 3 piosenek zostały zaprezentowane teledyski: „Love”, „Lust for Life” oraz „White Mustang”.

### Trasa koncertowa
5 stycznia 2018 Del Rey rozpoczęła światową trasę koncertową pod nazwą LA to the Moon Tour, która miała na celu wypromowanie albumu. Trasa zawierała łącznie 38 koncertów. Rozpoczęła się ona 5 stycznia 2018 w Minneapolis w Stanach Zjednoczonych, a skończyła 10 sierpnia tego samego roku w Budapeszcie na Węgrzech.

## Lista utworów
| Nr  | Tytuł utworu                                               | Tekst | Produkcja                                             | Długość |
| --- | ---------------------------------------------------------- | --- | ----------------------------------------------------- | ------- |
| 1.  | „Love”                                                     | Lana Del Rey, Rick Nowels, Benjamin Levin, Emile Haynie                                                         | Del Rey, Nowels, Haynie, Benny Blanco, Kieron Menzies | 4:32    |
| 2.  | „Lust for Life (gośc. The Weeknd)”                         | Del Rey, Nowels, Abel Tesfaye, Max Martin                                                                       | Del Rey, Nowels, Menzies, Dean Reid, Martin           | 4:24    |
| 3.  | „13 Beaches”                                               | Del Rey, Nowels                                                                                                 | Del Rey, Nowels, Menzies, Reid, Mighty Mike           | 4:55    |
| 4.  | „Cherry”                                                   | Del Rey, Tim Larcombe                                                                                           | Del Rey, Nowels, Larcombe, Reid, Menzies              | 3:00    |
| 5.  | „White Mustang”                                            | Del Rey, Nowels                                                                                                 | Del Rey, Nowels, Menzies, Reid                        | 2:44    |
| 6.  | „Summer Bummer (gośc. ASAP Rocky i Playboi Carti)”         | Del Rey, Matthew Samuels, Rakim Mayers, Jordan Carter, Tyler Williams, Jahaan Sweet, Andrew Joseph Gradwohl Jr. | Boi-1da, Sweet, Nowels                                | 4:20    |
| 7.  | „Groupie Love (gośc. ASAP Rocky)”                          | Del Rey, Nowels, Mayers                                                                                         | Del Rey, Nowels, Menzies, Reid                        | 4:20    |
| 8.  | „In My Feelings”                                           | Del Rey, Nowels                                                                                                 | Del Rey, Nowels, Menzies, Reid                        | 3:58    |
| 9.  | „Coachella – Woodstock In My Mind”                         | Del Rey, Nowels                                                                                                 | Del Rey, Nowels, Menzies, Reid                        | 4:18    |
| 10. | „God Bless America – and All the Beautiful Women in It”    | Del Rey, Nowels                                                                                                 | Del Rey, Nowels, Menzies, Metro Boomin                | 4:36    |
| 11. | „When the World Was at War We Kept Dancing”                | Del Rey, Nowels, Reid                                                                                           | Del Rey, Nowels, Menzies, Reid                        | 4:35    |
| 12. | „Beautiful People Beautiful Problems (gośc. Stevie Nicks)” | Del Rey, Nowels, Justin Parker, Nicks                                                                           | Del Rey, Nowels, Menzies, Reid                        | 4:13    |
| 13. | „Tomorrow Never Came (gośc. Sean Ono Lennon)”              | Del Rey, Lennon, Nowels                                                                                         | Del Rey, Nowels, Lennon                               | 5:07    |
| 14. | „Heroin”                                                   | Del Rey, Nowels                                                                                                 | Del Rey, Nowels, Menzies, Reid, Mighty Mike           | 5:55    |
| 15. | „Change”                                                   | Del Rey, Nowels                                                                                                 | Del Rey, Nowels, Menzies                              | 5:21    |
| 16. | „Get Free”                                                 | Del Rey, Nowels, Menzies                                                                                        | Del Rey, Nowels, Menzies, Reid                        | 5:34    |
|     |                                                            | |                                                       | 1:11:52 |

## Notowania i certyfikaty
| Lista przebojów (2017)              | Najwyższa pozycja |
| ----------------------------------- | ----------------- |
| Australia (ARIA Charts)             | 1                 |
| Austria (Ö3 Austria Top 40)         | 5                 |
| Belgia (Ultratop Flandria)          | 4                 |
| Belgia (Ultratop Walonia)           | 2                 |
| Czechy (ČNS IFPI)                   | 2                 |
| Dania (Album Top-40)                | 5                 |
| Finlandia (Suomen virallinen lista) | 3                 |
| Francja (SNEP)                      | 3                 |
| Hiszpania (PROMUSICAE)              | 1                 |
| Holandia (MegaCharts)               | 6                 |
| Irlandia (IRMA)                     | 2                 |
| Kanada (Billboard Canadian Albums)  | 1                 |
| Niemcy (Media Control Charts)       | 8                 |
| Norwegia (VG-Lista)                 | 1                 |
| Nowa Zelandia (Recorded Music NZ)   | 2                 |
| Polska (OLiS)                       | 2                 |
| Portugalia (AFP)                    | 1                 |
| Stany Zjednoczone (Billboard 200)   | 1                 |
| Szwajcaria (Alben Top 100)          | 2                 |
| Szwecja (Sverigetopplistan)         | 1                 |
| Węgry (MAHASZ)                      | 18                |
| Wielka Brytania (OCC)               | 1                 |
| Włochy (FIMI)                       | 6                 |

| Kraj                         | Certyfikat         | Sprzedaż |
| ---------------------------- | ------------------ | -------- |
| Australia (ARIA)             | złota płyta        | 35 000+  |
| Brazylia (Pro-Música Brasil) | platynowa płyta    | 40 000+  |
| Dania (IFPI Danmark)         | złota płyta        | 10 000+  |
| Francja (SNEP)               | złota płyta        | 50 000+  |
| Kanada (MC)                  | platynowa płyta    | 80 000+  |
| Nowa Zelandia (RMNZ)         | platynowa płyta    | 15 000+  |
| Polska (ZPAV)                | 2× platynowa płyta | 40 000+  |
| Stany Zjednoczone (RIAA)     | złota płyta        | 500 000+ |
| Wielka Brytania (BPI)        | złota płyta        | 100 000+ |
| Włochy (FIMI)                | złota płyta        | 25 000+  |